# Манасія II
Манасія II (пом. бл. 890) — 8-й понвовладний бек-мелех Хозарської держави у 868/870—890 роках.

## Життєпис
Походив з династії Буланідів. Син бек-мелеха Завулона I. Десь у 860-х роках після смерті останнього Манасія II отримав владу в Хозарському каганті. Можливо змінив ім'я на «Мойсей». З огляду на часті напади русів, з якими хозарське військо не могло дати ради, провів військову реформу, у результаті чого основою армії стали професійні вояки.
Висунуто гіпотезу, що напевне Манасія II повалив кагана Захарію, можливо зовсім ліквідувавши титул (але в іноземних джерелах наступників Манасії II називають каганами), оскільки розумів постійну загрозу від династії Ашина, що мала законні права на трон. Став карбувати монети «Мойсей — посланець Бога».
Протягом 870—880-х років завдяки успішним діям бек-мелеха держава пережила економічний і політичний розквіт. На цей час не становила загрози сусідям, але й ті не намагалися вдиратися у межі Хозарії.
У 883 році проти каганату виступив київський князь Олег, який до 885 року завдав низки поразок хозарським військам. Внаслідок цього каганат втратив владу над слов'янськими племенами сіверян і радимичів.
Наприкінці 880-х років Манасія II стикнувся з постійними нападами печенігів, яким спочатку завдав низку поразок. Близько 889 року останні зуміли прорватися через Волгу. Можливо у цій боротьбі загинув бек-мелех. Владу отримав його син Нісі.